# Francesc Xavier Pallarès
Francesc Xavier Pallarès i Povill (Tortosa, Tarragona, 1964) es un político español.

## Trayectoria
Profesor de Educación Primaria por la Universidad Rovira i Virgili, ha sido alcalde de Arnes, pequeña localidad de la comarca tarraconense de Tierra Alta, durante 22 años, en concreto, entre junio de 1995 y octubre de 2017.
Entre 1999 y 2006 fue presidente del Consejo Comarcal de Terra Alta, presidente del Centro de Iniciativas Terra Alta (Leader), así como miembro del Consejo de Administración de Grupo SAGESSA, presidente del Consorcio de Normalización Lingüística de las Tierras del Ebro, Miembro Fundador de la Junta Rectora del Parque natural dels Ports, miembro del Consejo de la Asociación Catalana de Municipios y Comarcas, miembro del Consorcio de Delimitación Territorial de Cataluña y miembro del Instituto de Desarrollo de las Comarcas del Ebro.
Dentro de CDC, en 1996 fue designado presidente de Convergencia Democrática de Cataluña en la comarca de Tierra Alta y consejero Nacional. Desde 2003 es presidente de la Federación de CDC en las Tierras del Ebro. Fue elegido diputado en las Elecciones al Parlamento de Cataluña de 2006 y 2010.
Entre enero de 2011 y octubre de 2017 fue delegado territorial del Gobierno de Cataluña de las Tierras del Ebro. El Consejo de Gobierno de la Generalidad lo restituyó como delegado el 17 de julio de 2018 ocho meses después de ser destituido por el gobierno español del Partido Popular (PP) en aplicación del artículo 155 de la Constitución. 